# Adactylotis gesticularia
Adactylotis gesticularia là một loài bướm đêm trong họ Geometridae.